# Дорожні знаки Японії
Дорожні знаки, які використовуються в Японії

## Попереджувальні знаки

Перехрестя
Т-подібне перехрестя з дорогою справа
Т-подібне перехрестя з дорогою ліворуч
Т-подібне з'єднання
Y-перехід
Карусель
Пологий вигин вправо
Пологий вигин вліво
Різкий поворот вправо
Різкий вигин вліво
Подвійна полога крива, перша праворуч
Подвійний пологий вигин, перший ліворуч
Подвійна різка крива, перша праворуч
Подвійна гостра крива, перша ліворуч
Звивиста дорога, перший поворот праворуч
Звивиста дорога, перший поворот ліворуч
Попереду залізничний переїзд Варіант 1: паровоз
Попереду залізничний переїзд Варіант 2: електричка
Перетин дітей
Попереду світлофор
Слизька поверхня
Впало каміння
Нерівна поверхня
Рух зливається зліва
Ліва смуга закінчується
Дорога звужується з обох сторін
Двосторонній рух
Крутий спуск (10%, 1:10)
Крутий підйом (10%, 1:10)
Дорожні роботи
Бічний вітер
Остерігайтеся великих тварин (оленів)
Остерігайтеся великих тварин (кролик)
Остерігайтеся великих тварин (мавпи)
Остерігайтеся великих тварин (танукі)
Інші небезпеки поруч

## Нормативні знаки

Дорога закрита to all
Дорога закрита для транспорту
Заборона на в'їзд
Заборона руху транспортних засобів, крім мотоциклів і мопедів
Заборона на вантажівки
Заборона на автобуси
Заборона на рух мотоциклістів чи мопедів
Заборона на безмоторний транспорт, крім велосипедистів
Заборона велосипедистам
Заборона на будь-який автомобільний транспорт
Заборона проїзду двомісних мотоциклів і мопедів
Дозволяється рух прямо або поворот ліворуч
Дозволено рух прямо або праворуч
Тільки поворот ліворуч
Тільки поворот праворуч
Йди прямо вперед
Поверніть ліворуч або праворуч
Дозволені будь-які напрямки
Пройдіть ліворуч
Пройдіть праворуч
Заборона перетинати центральну лінію
Заборона розворотів
Заборона на обгін
Заборона зупинятися або стояти
Заборона стоянки або очікування
Обмежена парковка
Заборона на транспортні засоби, що перевозять небезпечні вантажі
Обмеження ваги
Обмеження висоти
Обмеження ширини
Автомобільний транспорт дозволено
Велосипедистам дозволено
Велосипедистам і пішоходам дозволено
Пішоходи дозволені
Обмеження максимальної швидкості
Обмеження мінімальної швидкості
Вулиця з одностороннім рухом ліворуч
Одностороння вулиця праворуч
Вулиця з одностороннім рухом
Вулиця з одностороннім рухом для велосипедистів
Транспортні засоби рухаються по лівій смузі
Автобусна смуга
Велосипедна доріжка
Автобуси-перша смуга
Використання смуги руху
Використання смуги руху
Використання смуги руху
Використання смуги руху
Кругове перехрестя
Паралельна парковка
Перпендикулярна парковка
Кутова парковка
Використовуйте автомобільні гудки
сповільнити
Стоп
Дорога закрита для пішоходів
Заборона на прогулянки

## Інструкційні знаки

Велосипедистам дозволяється їздити поруч
Проїзд по трамвайній лінії дозволено
Пріоритетна сфера
Центральна лінія
Стоп-лінія
Зона паркування
Зупинка дозвільна
Пішохідний перехід
Шкільний перехід
Перехід велосипедистів
Перехід пішоходів і велосипедистів
Трамвайна зупинка
Зона управління

## Додаткові знаки

100 метрів попереду
Наступні 50 метрів
Крім неділі та святкових днів
з 8 ранку до 8 вечора.
Крім мопедів
Великі вантажівки
Велосипедисти
Вантажні автомобілі
Вантажні автомобілі вагою понад 3 тонни
Тільки для дозволених транспортних засобів
Звільніть місце більше 6 метрів під час паркування
Дозволено до часу, який покаже паркомат
Починається обмеження
Починається обмеження
Починається обмеження
Зона обмеження
Зона обмеження
Кінець обмеження
Кінець обмеження
Кінець обмеження
Кінець обмеження
Шкільна зона
Заборона обгону або обгону
Дайте дорогу руху на головній дорозі
Залізничний переїзд
Бічний вітер
Дикі тварини
Обережно
Безпечна швидкість
М'яке плече
Зона контролю шуму
Напрямки
Контрольна зона
Контрольна зона
Закінчується